# Novo Gama
Novo Gama är en kommun i Brasilien.   Den ligger i delstaten Goiás, i den sydöstra delen av landet, 40 km söder om huvudstaden Brasília. Antalet invånare är 95 013.
Omgivningarna runt Novo Gama är huvudsakligen savann. Runt Novo Gama är det tätbefolkat, med 476 invånare per kvadratkilometer.